# Abantiades atripalpis

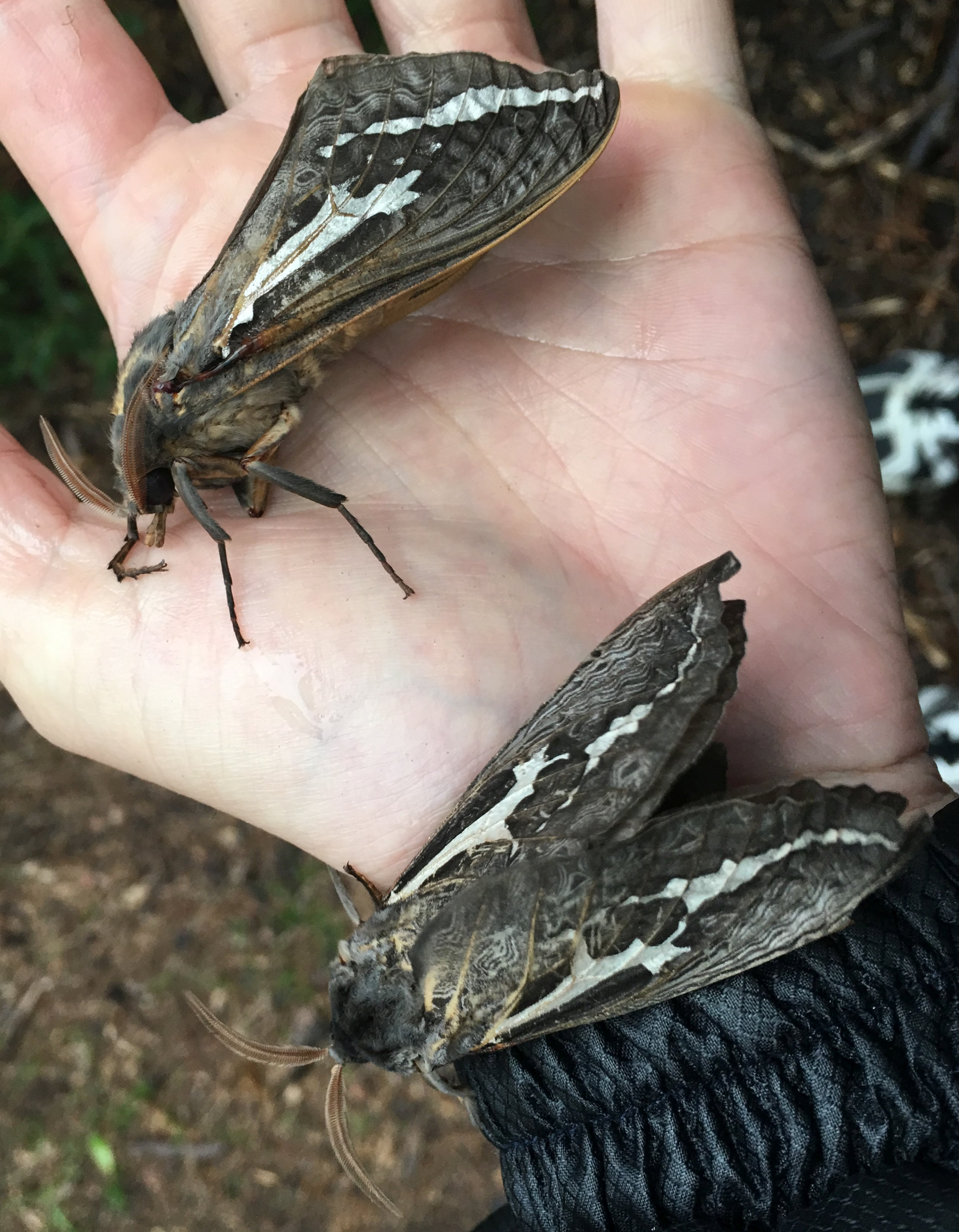
Abantiades atripalpis đậu trên tay

Abantiades atripalpis, danh pháp hai phần cũ là Trictena atripalpis, là một loài bướm đêm thuộc họ Hepialidae. Loài này được tìm thấy trên khắp nửa phía nam của Úc.

## Sinh cảnh
Abantiades atripalpis thường được tìm thấy trên khắp miền nam Úc trong các khu vực rừng dọc theo các con lạch và mương xói, đặc biệt là gần các loài bạch đàn.

## Ấu trùng
Sâu bướm của loài này thường được ngư dân sử dụng làm mồi nhử.
Ấu trùng của loài này sống trong hang, thức ăn của chúng là Casuarina pauper và các loài thuộc chi bạch đàn, đặc biệt là bạch đàn trắng. Chúng là động vật ăn cỏ.

## Bướm trưởng thành
Một tên phổ biến của chúng, "bướm mưa", xuất phát từ việc con trưởng thành thường xuất hiện sau mưa, điển hình là vào mùa thu, để lại những chiếc vỏ nhộng rỗng nhô lên khỏi mặt đất.
Sải cánh của loài này có độ dài lên đến 120 milimét (4,7 in) đối với con đực và 170 milimét (6,7 in) đối với con cái. Bướm trưởng thành có cánh màu nâu vàng với hai vệt sáng bạc trên mỗi cánh trước. Chúng có thể có cùng kích thước với một con dơi ăn côn trùng nhỏ và kẻ thù của chúng là cú. Cơ thể có thể đạt chiều dài 120 mm.
Con cái trưởng thành đẻ một số lượng lớn (lên đến 40.000) trứng, nằm rải rác trong khi bay. Tháng thoát kén của chúng là vào mùa thu (tháng 4 đến tháng 6).